# 傑斯·摩斯
傑斯·摩斯（Jesse Moss，1983年5月4日—）是加拿大的一位演員。他出生於卑詩省溫哥華，曾經獲得過萊奧獎。

## 教育
他毕业于温哥华的灰角中学。